# Natuurpark Rusenski Lom

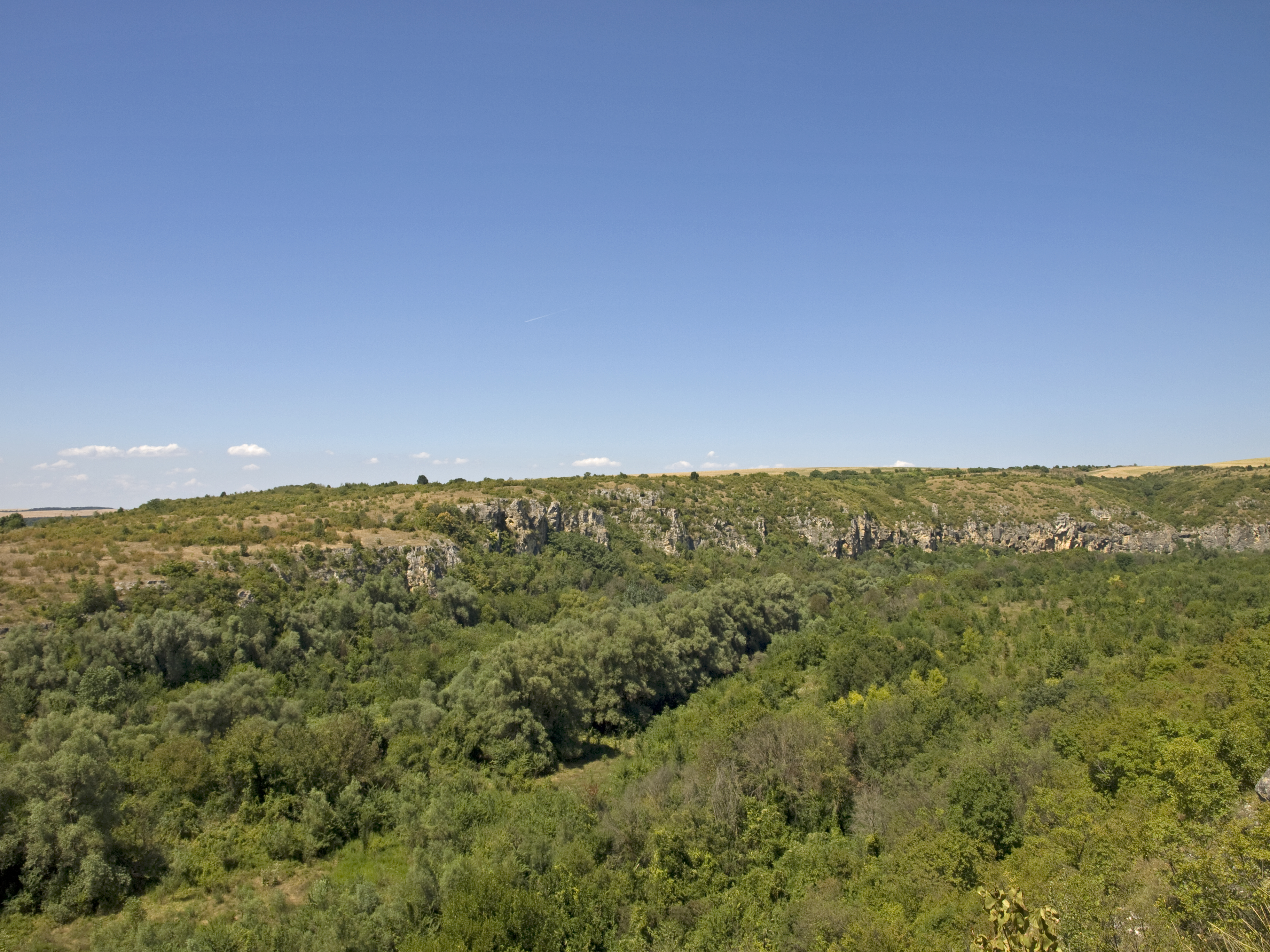

Natuurpark Rusenski Lom (Bulgaars: Природен парк Русенски Лом) is een natuurpark in Bulgarije. Het park is 3408 hectare groot en werd opgericht in 1970. Het natuurpark omvat de Rotskerken van Ivanovo en het beboste kloofdal van de Rusenski Lom-rivier. 